# Temporada da NFL de 1921
A Temporada de 1921 da American Professional Football Association (APFA); renomeada à National Football League em 1922, foi a segunda temporada do principal torneio de futebol americano dos Estados Unidos. 
Na reunião da liga em Akron, Ohio, em 30 de abril, antes da temporada, a Associação foi reorganizada com Joe Carr do Columbus Panhandles, nomeado como presidente. A sede da Associação foi transferida para Columbus, Ohio, além do estatuto e regulamentos da liga redigidos, dando aos times direitos territoriais, restringindo negociações de jogadores e desenvolvendo critérios de associação as franquias.  
A liga jogaria sob as regras do futebol americano universitário e a classificação oficial foi emitida pela primeira vez para que houvesse um campeão claro. A mais notável das mudanças foi que apenas jogos disputados contra times da liga contariam para a classificação; isso teve o duplo efeito de encorajar times independentes (como os da Ohio League o e do NYPFL) a aderir, mas também fez com que aqueles que não se aderissem resolvem aderir em alguns anos, porque os times da NFL, especialmente aqueles que competem por um campeonato, estariam muito menos dispostos a jogar contra times que não os ajudariam na classificação final. 
No entanto, várias equipes enfrentavam dificuldades financeiras. Alguns das franquias que jogaram na temporada anterior, incluindo o Chicago Tigers, se desfez. A Associação aumentou para 21 times, mas 4 dos novos times (New York Brickley's Giants, Cincinnati Celts, Tonawanda Kardex e Washington Senators) duraram apenas uma temporada. Nova York e Tonawanda duraram muito pouco; Nova York durou dois jogos na liga e Tonawanda um jogo recorde da liga antes de sair ou desistir. O Muncie Flyers também se separou após a temporada e, embora o Cleveland Tigers tenha alterado seu nome a Cleveland Indians, isso ainda não os ajudou a deixar de desistir após a temporada.
As outras novas equipes foram Evansville Crimson Giants, Green Bay Packers, Minneapolis Marines e Louisville Brecks. O Detroit Heralds se tornou o Detroit Tigers, que desistiu no meio da temporada e seu elenco foi absorvido pelo Buffalo All-Americans. Os Staleys, que foram realocados de Decatur, Illinois, para Chicago antes da temporada, foram nomeados campeões da APFA sobre o Buffalo All-Americans.

## Equipes
O número de equipes da APFA teve um amento de 14, durante a temporada anterior, para 21 em 1921. 
| Primeira Temporada na APFA * | Equipe desistente nesta temporada ^ | Única temporada na Liga § |

| Time                        | Head coach(es)                                             | Estádio(s)                                                                           |
| --------------------------- | ---------------------------------------------------------- | ------------------------------------------------------------------------------------ |
| Akron Pros                  | Fritz Pollard and Elgie Tobin                              | Akron League Park                                                                    |
| Buffalo All-Americans       | Tommy Hughitt                                              | Canisius Field at Canisius College                                                   |
| Canton Bulldogs             | Cap Edwards                                                | League Field                                                                         |
| Chicago Cardinals           | Paddy Driscoll                                             | Normal Park                                                                          |
| Chicago Staleys             | George Halas                                               | Cubs Park                                                                            |
| Cincinnati Celts §          | Mel Doherty                                                | Traveling team                                                                       |
| Cleveland Indians ^         | Jim Thorpe                                                 | Dunn Field                                                                           |
| Columbus Panhandles         | Ted Nesser                                                 | Neil Park                                                                            |
| Dayton Triangles            | Bud Talbott                                                | Triangle Park                                                                        |
| Detroit Tigers ^            | Billy Marshall                                             | Navin Field                                                                          |
| Evansville Crimson Giants * | Frank Fausch                                               | Bosse Field                                                                          |
| Green Bay Packers *         | Curly Lambeau                                              | Hagemeister Park                                                                     |
| Hammond Pros                | Max Hicks                                                  | Traveling team                                                                       |
| Louisville Brecks *         | Austin Higgins                                             | Eclipse Park                                                                         |
| Minneapolis Marines *       | Rube Ursella                                               | Nicollet Park                                                                        |
| Muncie Flyers ^             | Cooney Checkaye                                            | Walnut Street Stadium                                                                |
| New York Brickley Giants §  | Charlie Brickley                                           | Commercial Field (2 partida), Ebbets Field (1 partida), and Polo Grounds (1 partida) |
| Rochester Jeffersons        | Jack Forsyth                                               | Rochester Baseball Park                                                              |
| Rock Island Independents    | Frank Coughlin (2 partidas) e Jimmy Conzelman (5 partidas) | Douglas Park                                                                         |
| Tonawanda Kardex §          | Tam Rose                                                   | Traveling team                                                                       |
| Washington Senators §       | Jack Hegarty                                               | American League Park                                                                 |

## Tabela
| Chicago Staleys           | 9 | 1 | 1 | 90%   | 128 | 53  |
| Buffalo All-Americans     | 9 | 1 | 2 | 90%   | 211 | 29  |
| Akron Pros                | 8 | 3 | 1 | 72,7% | 148 | 31  |
| Canton Bulldogs           | 5 | 2 | 3 | 71,4% | 106 | 55  |
| Rock Island Independents  | 4 | 2 | 1 | 66,7% | 65  | 30  |
| Evansville Crimson Giants | 3 | 2 | 0 | 60%   | 89  | 46  |
| Green Bay Packers         | 3 | 2 | 1 | 60%   | 70  | 55  |
| Dayton Triangles          | 4 | 4 | 1 | 50%   | 96  | 67  |
| Racine Cardinals          | 3 | 3 | 2 | 50%   | 54  | 53  |
| Rochester Jeffersons      | 2 | 3 | 0 | 40%   | 85  | 76  |
| Cleveland Indians         | 3 | 5 | 0 | 37,5% | 95  | 58  |
| Washington Senators       | 1 | 2 | 0 | 33,4% | 21  | 43  |
| Cincinnati Celts          | 1 | 3 | 0 | 25%   | 14  | 117 |
| Hammond Pros              | 1 | 3 | 1 | 25%   | 17  | 45  |
| Minneapolis Marines       | 1 | 3 | 0 | 25%   | 37  | 41  |
| Detroit Tigers            | 1 | 5 | 1 | 16,7% | 19  | 109 |
| Columbus Panhandles       | 1 | 8 | 0 | 11,1% | 47  | 222 |
| Tonawanda Kardex          | 0 | 1 | 0 | 00%   | 0   | 45  |
| Muncie Flyers             | 0 | 2 | 0 | 00%   | 0   | 28  |
| Louisville Brecks         | 0 | 2 | 0 | 00%   | 0   | 27  |
| New York Brickley Giants  | 0 | 2 | 0 | 00%   | 0   | 72  |

## Ligação Externa
- Temporada de 1921 da AFPA na NFL.com (em inglês)
- Temporada de 1921 da AFPA na ProFootball Reference (em inglês)